# Site archéologique étrusque de Poggio Tondo
Le site archéologique étrusque de Poggio Tondo est une nécropole étrusque proche de Pian d'Alma, une frazione de la commune de Castiglione della Pescaia et de Scarlino (province de Grosseto) en Toscane.

## Description
La nécropole étrusque est située sur le versant Ouest de la colline de Poggio Tondo dans la vallée du ruisseau Alma, immergée dans une épaisse forêt du maquis méditerranéen au nord-ouest de Pian d'Alma. 
Lors des fouilles archéologiques, la nécropole étrusque, datant des VIIe et VIe siècles av. J.-C., a été mise au jour.
Elle est composée de quatre tombes étrusques à tumulus et des vestiges d'une ferme étrusque du Ier siècle av. J.-C. (abandonnée à partir du Ve siècle av. J.-C.). Les parties basses des murs de la ferme sont visibles, ce qui a permis de reconstituer le plan de l'ensemble du bâtiment.

## Les tombes à tumulus
Les tombes avaient déjà fait l'objet de pillages de nombreuses années avant les fouilles archéologiques. Mais de nombreux objets ont tout de même été retrouvés : de guerre ou de chasse(lances, javelots), de repas (cruches, vases, gobelets…) et de toilette (contenant des cosmétiques). 
Toutes les découvertes des fouilles sont exposées au centre de documentation du territoire pour les Étrusques, à Scarlino.
- Tomba del tamburo (Tombe du tambour) en raison des banquettes en pierre qui entourent la base du tertre.
- Tomba del carro (tombe du char) car des pièces d'un char à deux roues y ont été retrouvées, probablement le défunt était un guerrier aristocrate ; cette tombe a une structure différente des trois autres, et compte tenu de l'absence de dalles de pierre, il reste un mystère pour comprendre comment le couvercle était structuré, il était probablement en matière périssable (bois) mais ce n'est pas certain.
- Tomba del cippo (Tombe du cippe) car c'est la seule dans laquelle le cippe, qui était placé au-dessus du tumulus avec la fonction de borne funéraire, est encore visible aujourd'hui.
- Tomba delle due porte (tombe des deux portes), puisqu'en plus de la porte de la chambre funéraire, elle possède une deuxième porte insérée au centre du couloir d'entrée, ce tumulus a probablement été préparé pour deux sépultures.